# Bagolylepkefélék
A bagolylepkefélék (Noctuidae) családjába több mint 35 000 ismert faj tartozik, összesen több mint 4200 nemzetség. Ők alkotják a lepkék (Lepidoptera) legnagyobb családját, ebből mintegy 1450 faj található Európában.
Szárnyfesztávolságuk 14–300 mm-es lehet, a legtöbb európai fajnak szárnyfesztávolsága 20-60 milliméter közötti. A testük megnyúlt és közepesen erős. Első pár szárnyuk hosszúkás háromszög alakú. Ezen a szárnyukon jellegzetes rajzolat van, mely tipikus esetben a szárnyak külső felében elhelyezkedő vese vagy bab alakú vesefoltból, ezen belül körfoltból, és a körfolt alatt látható hosszirányban megnyúlt csapfoltból áll. E mellett a szárny bármely részén zegzugos harántsávok alakulhatnak ki. Legtöbbjüknek drapp vagy szürke első szárnya van, de néhánynak élénk színű hátsószárnya is lehet. Általában van néhány jellegzetes különbség a nemek között. A bagolylepkék túlnyomó többsége éjjel repül, és szinte mindig erősen vonzza őket a fény. A nektárban gazdag virágokat kedvelik.
Néhány család a denevérek kedvelt zsákmánya. Ugyanakkor sok fajuk rendelkezik apró szervekkel a fülükben, amellyel képes a denevérek "hanglokátorának" megtévesztésére, így el tudja kerülni azokat.
Számos faj lárvái (hernyói) a talajban élnek és mezőgazdasági, illetve kertészeti kártevők. Ezek a fiatal káposztaféléket és a salátaféléket károsítják. Kemény, fényes bábokban bábozódnak be. A legtöbb bagolylepke hernyó éjszaka táplálkozik, nappal a talajban vagy a tápnövénybe bújva pihen. A hernyóik olyan mérgező növényeket (pl. dohány) is károsodás nélkül képesek fogyasztani, amelytől más rovar elpusztul.

## Rendszertan
Egyes nemek alcsaládokba sorolása nem egységes.
- Acontiinae
  - zebrabagolylepke (Emmelia trabealis)
  - fehérsávos karcsúbagoly (Trisateles emortualis)
- Acronictinae
  - Moma alpium
- Aedeiinae
  - folyófűbagoly (Aedia funesta)
  - dominólepke (Aedia leucomelas)
- Amphipyrinae
  - Amphipyra perflua
  - fahéjszínű zsírosbagoly (Amphipyra pyramidea)
- Bagisarinae
- Bryophilinae
  - sárgászöld zuzmóbagoly (Cryphia algae)
- Calpinae
  - vörös csipkésbagoly (Scoliopteryx libatrix)
  - Calyptra eustrigata
  - Calyptra minuticornis
  - Calyptra orthograpta
  - Calyptra labilis
- Catocalinae
  - lóhere-nappalibagoly (Callistege mi)
  - sötét övesbagoly (Catocala conversa)
  - kőrisfa-övesbagoly (Catocala diversa)
  - Catocala electa
  - közönséges övesbagoly (Catocala elocata)
  - kökény-övesbagolylepke (Catocala fulminea)
  - kéköves bagolylepke (Catocala fraxini)
  - piros övesbagoly (Catocala nupta)
  - Catocala promissa
  - nyárfaöves bagolylepke (Catocala puerpera)
  - tölgyfa-övesbagoly (Catocala sponsa)
  - homokóra-bagoly (Dysgonia algira)
  - közönséges nappalibagoly (Euclidia glyphica)
  - nagy foltosbagoly (Minucia lunaris)
- Condicinae
  - mocsári bíborbagoly (Eucarta virgo) (Treitschke, 1778)
- Cuculliinae
  - zömök fésűsbagoly (Brachionycha nubeculosa)
- Dilobinae
  - Diloba caeruleocephala
- Eublemminae
  - Eublemma minutata
  - magyar gyopárbagoly (Eublemma panonica)
- Eustrotiinae
  - ezüstcsíkos baglyocska (Deltote bankiana)
  - Deltote deceptoria
  - Protodeltote pygrga
- Euteliinae
- Hadeninae
  - Dasypolia templi
  - Magyar tavaszi-fésűsbagolylepke
  - Közepes tavaszi-fésűsbagoly (Orthosia cerasi)
- Heliothinae
  - gyapottok-bagolylepke (Helicoverpa armigera) (Hübner, 1808)
  - tüskéslábú bagoly (Rotoschinia scutosa)
- Herminiinae
  - Idia calvaria
  - sötétaljú karcsúbagoly (Polypogon tentacularia)
  - láperdei karcsúbagoly (Polypogon gryphalis)
  - Zanclognatha tarsipennalis
- Hypeninae
  - közönséges karcsúbagoly (Hypena rostralis)
  - ormányos karcsúbagoly (Hypena proboscidalis)
- Metoponiinae
  - fekete nappalibagoly (Tyta luctuosa)
- Micronoctuinae
- Noctuinae
  - vonalkás apróbagoly (Axylia putris)
- Plusiinae
  - Autographa aemula
  - Autographa bractea
  - ezüstgammás aranybagoly (Autographa gamma)
  - I-betűs aranybagoly (Autographa jota)
  - Autographa pulchrina
  - Chrysodeixis chalcytes
  - közönséges aranybagoly (Diachrysia chrysitis)
  - nagyfoltú aranybagoly (Diachrysia chryson)
  - nemes aranybagoly (Diachrysia zosimi)
  - Euchalcia consona
  - Euchalcia modestoides
  - sisakvirág-aranybagoly (Euchalcia variabilis)
  - C-betűs aranybagolylepke (Lamprotes c-aureum)
  - cseppfoltú aranybagoly (Macdunnoughin confusa)
  - arany bagolylepke (Panchrysia deaurata)
  - Panchrysia v-argenteum
  - kockás ezüstbagoly (Plusia festucae)
  - Plusia putnami
  - szélesszárnyú aranybagoly (Polychrysia moneta)
  - Syngrapha ain
  - Syngrapha devergens
  - Syngrapha hochenwarthi
  - Syngrapha interrogationis
  - Syngrapha microgamma
  - U-betűs aranybagoly (Trichoplusia ni)
- Raphiinae
- Rivulinae
  - sárga apróbagoly (Rivula sericealis)
- Stiriinae
  - törpe nappalibagoly (Panemeria tenebrata)
- Strepsimaninae
- Xyleninae
  - Actinotia radiosa
  - Celaena haworthii
  - vörösfejű őszibagoly (Conistra erythrocephala)
  - Conistra ligula
  - Conistra rubiginosa
  - változó őszibagoly (Conistra vaccinii)
  - trapéz lombbagoly (Cosmia trapezina)
  - Cosmia affinis
  - Tűzvörös tarkabagoly (Cosmia pyralina)
  - Szilfa-lombbagoly (Cosmia diffinis)
  - Eremobia ochroleuca
  - rozsdabarna télibagoly (Eupsilia transversa)
  - Hyppa rectilinea
  - óriás télibagoly (Orbona fragariae)
  - Paradrina clavipalpis
  - Paradrina rebeli
  - selyemfényű bagolylepke (Polyphaenis sericata)
  - Pseudeustrotia candidula
  - Thalpophila matura

## Fordítás
- Ez a szócikk részben vagy egészben  a   Noctuidae című angol Wikipédia-szócikk fordításán alapul.  Az eredeti cikk szerkesztőit annak laptörténete sorolja fel. Ez a jelzés csupán a megfogalmazás eredetét és a szerzői jogokat jelzi, nem szolgál a cikkben szereplő információk forrásmegjelöléseként.